# Плонка-Полесьна
Плонка-Полесьна (пол. Płonka Poleśna) — село в Польщі, у гміні Рудник Красноставського повіту Люблінського воєводства.
Населення — 45 осіб (2011).
У 1975-1998 роках село належало до Замойського воєводства.

## Демографія
Демографічна структура станом на 31 березня 2011 року:
|          | Загалом | Допрацездатний вік | Працездатний вік | Постпрацездатний вік |
| -------- | ------- | ------------------ | ---------------- | -------------------- |
| Чоловіки | 20      | 1                  | 10               | 9                    |
| Жінки    | 25      | 0                  | 9                | 16                   |
| Разом    | 45      | 1                  | 19               | 25                   |